# Sumner (Washington)
Sumner és una població dels Estats Units a l'estat de Washington. Segons el cens del 2000 tenia 8.504 habitants.

## Demografia
Segons el cens del 2000, Sumner tenia 8.504 habitants, 3.517 habitatges, i 2.215 famílies. La densitat de població era de 490,8 habitants per km².
Dels 3.517 habitatges en un 32% hi vivien nens de menys de 18 anys, en un 44,4% hi vivien parelles casades, en un 13,7% dones solteres, i en un 37% no eren unitats familiars. En el 30,7% dels habitatges hi vivien persones soles l'11,8% de les quals corresponia a persones de 65 anys o més que vivien soles. El nombre mitjà de persones vivint en cada habitatge era de 2,4 i el nombre mitjà de persones que vivien en cada família era de 2,98.
Per edats la població es repartia de la següent manera: un 26,5% tenia menys de 18 anys, un 8,7% entre 18 i 24, un 30,3% entre 25 i 44, un 21,1% de 45 a 60 i un 13,4% 65 anys o més.
L'edat mediana era de 35 anys. Per cada 100 dones de 18 o més anys hi havia 89 homes.
La renda mediana per habitatge era de 38.598 $ i la renda mediana per família de 42.602 $. Els homes tenien una renda mediana de 36.250 $ mentre que les dones 29.221 $. La renda per capita de la població era de 18.696 $. Aproximadament el 4,5% de les famílies i el 8,5% de la població estaven per davall del llindar de pobresa.

## Poblacions més properes
El següent diagrama mostra les poblacions més properes.